# Ларре (Верхняя Сона)
Ларре́ (фр. Larret) — коммуна во Франции, находится в регионе Франш-Конте. Департамент — Верхняя Сона. Входит в состав кантона Шамплит. Округ коммуны — Везуль.
Код INSEE коммуны — 70297.

## География
Коммуна расположена приблизительно в 280 км к юго-востоку от Парижа, в 55 км северо-западнее Безансона, в 40 км к западу от Везуля.

## Население
Население коммуны на 2010 год составляло 57 человек.
| 1962 | 1968 | 1975 | 1982 | 1990 | 1999 | 2010 |
| ---- | ---- | ---- | ---- | ---- | ---- | ---- |
| 127  | 113  | 75   | 67   | 56   | 65   | 57   |

## Экономика

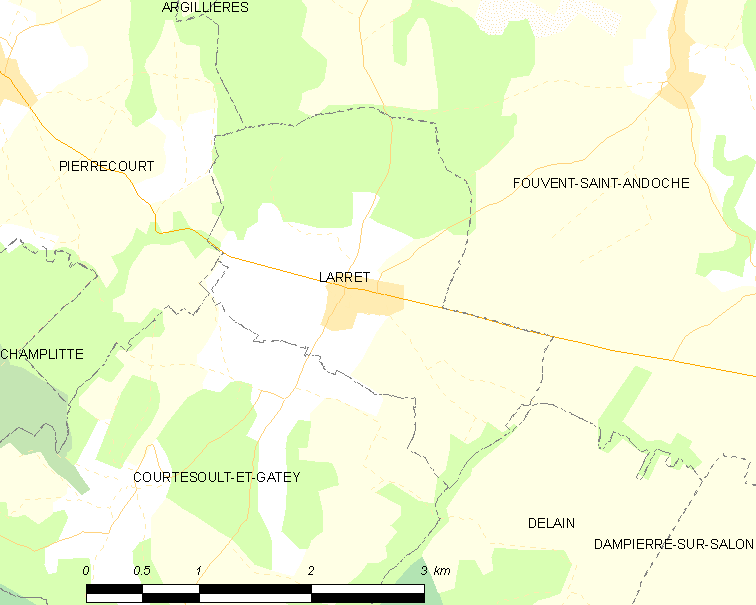
Карта коммуны

В 2010 году среди 32 человек трудоспособного возраста (15—64 лет) 19 были экономически активными, 13 — неактивными (показатель активности — 59,4 %, в 1999 году было 65,6 %). Из 19 активных жителей работали 19 человек (12 мужчин и 7 женщин), безработных не было. Среди 13 неактивных 5 человек были учениками или студентами, 5 — пенсионерами, 3 были неактивными по другим причинам.